# Bart After Dark
«Bart After Dark» (с англ. — «Барт в теневом бизнесе») — пятый эпизод восьмого сезона мультсериала «Симпсоны». Впервые вышел в эфир 24 ноября 1996 года.

## Сюжет
Очередная серия «Щекотки и Царапки» прерывается экстренным выпуском новостей — огромный танкер с нефтью налетел на побережье и залил его нефтью. Увидев, что там есть животные, которых нужно спасать, Лиза уговаривает Мардж поехать с ней на озеро — помогать спасать животных. Гомер с Бартом остаются дома и проводят вдвоём время. На озере Лизе не улыбается удача — все животные зарезервированы под знаменитостей. Поэтому Лизе и Мардж приходится очищать от нефти пляжные камни.
Тем временем Барт отправляется в парк и вместе с Нельсоном и Милхаусом запускает радиоуправляемый игрушечный самолёт. К несчастью, из-за Нельсона самолёт врезается в крышу высокого дома с надписью «Проход запрещён». Барта эта надпись не останавливает, и он перелезает по дереву через забор. Самолёт-то он, конечно, снял с крыши, да вот только упал и разбил каменную гаргулью. Тут его замечает хозяйка этого дома. Она отводит его домой и просит Гомера наказать Барта.
Поскольку Гомер не хочет и не знает, как это сделать, то возвращает Барта обратно к этой женщине. Боясь наказания, последний узнаёт о том, что его новая знакомая по имени Белль (именно так её зовут) — владелица дома увеселения «Дом Дэрье». Теперь Барт с большим энтузиазмом начинает относиться к своему выговору. Там его замечает директор Скиннер, который «перепутал» дом увеселения с планетарием. Хотя Гомеру работа Барта не кажется плохой, о ней узнаёт только что вернувшаяся Мардж, которая всё это время была с Лизой на побережье.
Мардж пытается уговорить Белль закрыть дом увеселения, но та отказывается сделать это. Тогда Мардж поднимает весь город на то, чтобы разрушить дом увеселения. Гомеру удаётся убедить всех граждан не делать это, выразив своё мнение в песне, которую тут же подхватывает Белль вместе с остальными танцовщицами.
Горожане примиряются с танцовщицами и отказываются разрушать дом, но тут на бульдозере приезжает Мардж и случайно разрушает часть дома. В качестве примирения она становится чревовещателем, а Барт — вышибалой. Тут же он выгоняет Гомера, который попросил Мардж, чтобы она разделась.

## Культурная отсылка
Название дома увеселения на французском: «Maison Derrière». Слово «maison» («дом») в произношении имеет сходство с французским словом «maçon» («каменщик, масон»). Достаточно интересно, что в самом начале третьего действия этой серии показывается реклама борделя, на которой изображён один моргающий глаз (именно масонский символ).